# Rudolf Jonas (Mediziner)

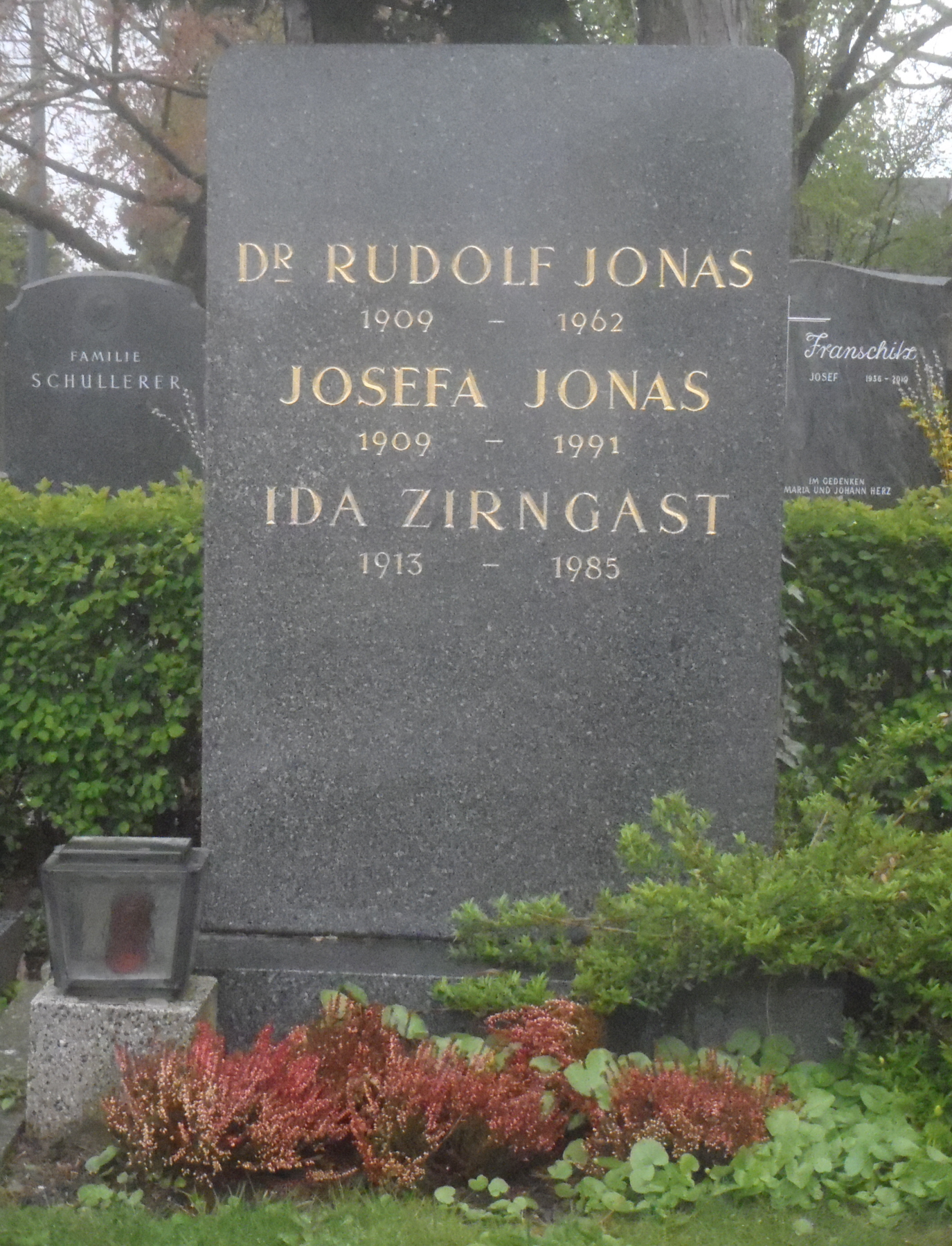
Grab von Rudolf Jonas

Rudolf Jonas (* 31. März 1909 in Wien; † 5. Februar 1962 in Wien) war österreichischer Kinderarzt, Reiseschriftsteller, Mitbegründer und erster Vorsitzender der Österreichischen Himalayagesellschaft.

## Biografie
Rudolf Jonas, dessen aus Mähren stammende Familie tschechischer Herkunft war, studierte zwischen 1927 und 1933 Medizin an der Universität Wien. Seine Ausbildung erhielt er am Allgemeinen Krankenhaus der Stadt Wien, im Krankenhaus zum Göttlichen Heiland und im Mautner Markhof’schen Kinderspital. 
1939 wurde er Oberarzt im Krankenhaus der Stadt Klosterneuburg und 1946 Primar der chirurgischen Abteilung am Mautner Markhof’schen Kinderspital in Erdberg (Wien).
Zusätzlich führte er als Facharzt der Chirurgie eine eigene Praxis.
1945 wurde er Mitglied der Sozialistischen Ärztevereinigung. 1955 wurde er zu ihrem Vorsitzenden gewählt. Diese Funktion hatte er bis 1958 inne und blieb anschließend Vorstandsmitglied.
Im Rahmen des Österreichischen Touristenklubs war er Vorstand der Sektion Akademische Berg- und Schigemeinschaft und nahm in dieser Funktion an Vorbesprechungen zur Gründung der Österreichischen Himalaya-Gesellschaft teil, als deren Gründer er vielfach bezeichnet wird.
Nach einer von ihm 1935 durchgeführten Island-Expedition, bei der erstmals eine Überquerung des Vatnajökull-Gletschers gelang, war er 1938 als Arzt Mitglied einer deutschen Expedition in den Garhwal-Himalaya unter der Leitung von Rudolf Schwarzgruber.
1954 gehörte er in der Doppelfunktion als Expeditionsleiter und Arzt der ersten von der Österreichischen Himalaya-Gesellschaft organisierten Expedition an. Hauptziele war die Besteigung des Saipal und die Erkundung der Zugänge zu den Bergen Api und Nampa.
Rudolf Jonas, der am 9. Februar 1962 auf dem Döblinger Friedhof beigesetzt wurde, war Vater eines Sohnes und einer Tochter sowie der jüngere Bruder von Franz Jonas (1899–1974).

## Österreichische Dr.-Rudolf-Jonas-Gedächtnisexpedition 1971
Die unter dem Ehrenschutz von Bundespräsident Franz Jonas stehende Expedition der Österreichischen Himalaya-Gesellschaft mit
- Franz Huber als Expeditionsleiter,
- Adolf Weißensteiner (Stellvertreter),
- Horst Stych (Expeditionsarzt),
- Ronald E. Fear (Gast aus Tacoma, Washington, USA),
- Helmut Drachsler,
- Günther Gruber und
- Adolf Huber

begann im März 1971. Im Rahmen dieser Expedition gelang am 18. Mai 1971 die Erstbesteigung des Dhaulagiri II.

## Bibliografie
Seine Erlebnisse verarbeitete Rudolf Jonas in Vorträgen, Artikeln in Fachzeitschriften und Büchern:
- Fahrten in Island (1948)
- Im Garten der göttlichen Nanda: Bergfahrten im Garhwalhimalaya (1948)
- Frohsinn, Sonne und die schöne weite Welt: Junge Menschen aus vieler Herren Ländern in Freundschaft verbunden auf Fahrten und Abenteuern in Europa, Afrika und Asien (1949)
- Im Hauptlager der österreichischen Himalayaexpedition. In: Arbeiter-Zeitung. Wien 23. Juni 1954, S. 5.
- Ho, Pasang! Österreichische Bergsteiger in Westnepal (1954)
- Mit dem Arzt in den Bergen. Ein ärztlicher Ratgeber für Bergsteiger und Skiläufer (1956)